# Teologia apofatyczna
Teologia apofatyczna (gr. apofatikos - "przeczący", nazywana też Teologią negatywną) – nurt teologii oparty na założeniu, że jakiekolwiek pozytywne poznanie natury Boga przekracza granice możliwości ludzkiego rozumu.
Swe początki teologia apofatyczna bierze z filozofii neoplatoników, z nauczania Klemensa Aleksandryjskiego, Pseudo–Dionizego Areopagity oraz z myśli autorów tworzących tzw. trójcę kapadocką: Bazylego Wielkiego, Grzegorza z Nyssy, Grzegorza z Nazjanzu.
Teologia apofatyczna, podkreślając niewspółmierność wszystkich poznawczych wysiłków zmierzających do opisania tajemnicy Boga, odrzuca wszelkie symbole, obrazy i abstrakcyjne pojęcia jako nieadekwatne do opisu natury Boga i próbuje przybliżyć Jego tajemnicę za pomocą formuł przeczących, mówiąc, jaki Bóg nie jest. Apofatyczne nastawienie w myśleniu o Bogu najlepiej wyraża zmodyfikowana przez św. Grzegorza z Nazjanzu sentencja z Platonowego Timajosa: "Boga wypowiedzieć jest rzeczą niemożliwą, ale rozumem Go pojąć — jeszcze bardziej niemożliwą". Obok negacji, teologia apofatyczna sięga również do antynomii i paradoksu.
Przykład apofatycznego ujęcia Boga w wierszu Angelusa Silesiusa, XVII-wiecznego niemieckiego poety i mistyka:
Zatrzymaj się! Cóż znaczy Bóg?
nie duch, nie ciało, nie światło,
nie wiara, nie miłość,
nie mara senna, nie przedmiot,
nie zło i nie dobro,
nie w małym On, nie w licznym,
On nawet nie to, co nazywa się Bogiem.
Nie jest On uczuciem, nie jest myślą,
nie jest dźwiękiem, a tylko tym,
o czym z nas wszystkich nie wie nikt.
(tłum. B. Antochewicz)
Poza chrześcijaństwem teologię apofatyczną uprawiał Mojżesz Majmonides w swoim Przewodniku błądzących i Platon w Parmenidesie.